# Fœdus Cassianum

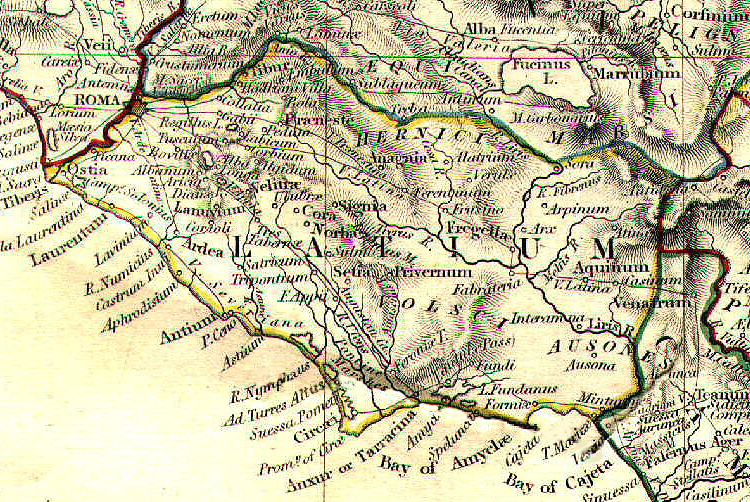
Carte de référence pour le Latium

Le Fœdus Cassianum (en français : « Traité de Cassius ») est un traité qui renouvelle l'alliance entre les Romains et les Latins en 493 av. J.-C., à la suite de la victoire romaine à la bataille du lac Régille et entraine la réintégration de Rome au sein de la Ligue latine. Il est suivi en l'an 486 av. J.-C. par le Fœdus Hernicum, les Herniques rejoignant l'alliance romano-latine pour faire face à la pression grandissante des Volsques et des Èques tout au long du Ve siècle av. J.-C.

## Le contexte
À Rome, la transition entre la Monarchie et la République se traduit par un affaiblissement à la fois sur le plan intérieur, le conflit des ordres, et sur le plan extérieur, la guerre contre les Latins.

### Tensions sociales
Le passage du système monarchique au nouveau système oligarchique se fait au détriment de la plèbe et il apparaît bientôt une forte tension entre les patriciens (essentiellement d'origines romaine et sabine) et les plébéiens (en grande majorité d'origine latine). Ces derniers ne supportent plus d'être exclus du gouvernement de la ville, des collèges religieux et des autres magistratures. Ces tensions donnent lieu à la première sécession de la plèbe qui prend fin avec l'instauration des tribuns de la plèbe en 493 av. J.-C.

### Guerre romano-latine
Dans le même temps, les Latins profitent de l'affaiblissement de Rome pour défendre la cause des Tarquins chassés de Rome. Ayant rassemblé des troupes, les Latins marchent contre les Romains. Ces derniers nomment un dictateur qui se porte à leur rencontre. La guerre qui a éclaté entre Rome et les Latins atteint son point culminant lors de la bataille du lac Régille où le dictateur romain Aulus Postumius Albus affronte les principaux généraux latins dont Octavius Mamilius et Sextus Tarquin. La bataille est remportée par les Romains et les Latins envoient bientôt à Rome des ambassadeurs faisant part au Sénat de leur reddition (deditio). Le traité, premier foedus accordé par Rome, prend acte de cette reddition et met un terme à la guerre, permettant à Rome de réintégrer la ligue après l'expulsion des Tarquins.

## Le traité
Le traité est signé en 493 av. J.-C. après deux années de négociations, durant le consulat de Spurius Cassius Vecellinus et de Postumius Cominius Auruncus,. Ce dernier, parti en campagne contre les Volsques, n'est pas présent à Rome lors de la signature. La tradition attribue la signature du traité avec les ambassadeurs latins au seul Spurius Cassius dont le traité tire son nom. À l'issue de ces négociations, le fœdus æquum, « traité entre égaux », ne replace pas Rome à égalité de pouvoir avec chaque membre de la Ligue mais avec l'ensemble des trente cités de la ligue, ce qui lui confère une position très avantageuse,.
Denys d'Halicarnasse fournit une liste, par ordre alphabétique, des vingt-neuf,, cités latines avec lesquelles Rome a conclu le traité. Cette liste est la suivante, :

« Ceux qui signèrent le traité et qui s'engagèrent dans la ligue, furent les députés d'Ardea, d'Aricia, de Bovillae, de Bubentum, de Cora, de Carventum, de Circeii, de Corioli, de Corbio, de Cabum, de Fortinea, de Gabii, de Laurentum, de Lanuvium, de Lavinium, de Labici, de Nomentum, de Norba, de Praeneste, de Pedum, de Querquetula, de Satricum, de Scaptia, de Setia, de Tibur, de Tusculum, de Tolerium, de Tellenae et de Velitrae. »

— Denys d'Halicarnasse, Antiquités romaines, livre V, 61, 2-3.

### Les termes
Dans ses Antiquités romaines, Denys d'Halicarnasse fournit également un résumé du texte du foedus.

« Voici les articles de ce traité. « Qu'il y ait entre les Romains et toutes les villes des Latins une paix éternelle tant que le ciel et la terre resteront dans la même situation. Qu'ils ne se fassent jamais la guerre les uns aux autres, qu'ils ne se suscitent point d'ennemis étrangers, et que jamais ils ne permettent le passage sur leurs terres à ceux qui feront la guerre à l'une ou à l'autre des deux nations. Qu'ils secourent de toutes leurs forces celui des deux peuples qui aura une guerre sur les bras, et qu'ils partagent également entre eux le butin et les dépouilles des ennemis lorsqu'ils auront fait la guerre à frais communs, que les affaires des contrats particuliers soient terminées dans l'espace de dix jours au tribunal de celle des deux nations où le contrat aura été fait et passé. Qu'il ne soit pas permis de rien ôter ni ajouter au présent traité, si ce n'est du consentement de tous les Romains et de tous les Latins. » Tels sont les articles du traité conclu entre les Romains et les Latins. Ils le confirmèrent en faisant serment sur les choses sacrées. »

— Denys d'Halicarnasse, Antiquités romaines, livre VI, XI, 3.
Ce rapport de l'historien grec constitue certainement une paraphrase littéraire et n'est pas à prendre au pied de la lettre. On peut résumer les clauses du traité comme l’établissement d'une paix perpétuelle entre les parties, une assistance réciproque en cas de guerre, un partage égal du butin de guerre, le commandement militaire en alternance et la réaffirmation et la codification des principes de droits publics et privés qui régissent l'organisation fédérale. Tite-Live précise que le traité laisse les parties libres d'engager des guerres sans accord unanime.
Dans les faits, la supériorité militaire que les Romains ont acquise grâce à leur victoire lors de la bataille du lac Régille et l'importance démographique de Rome par rapport aux autres cités lui donnent un rôle nettement supérieur à celui des autres membres de la ligue. En théorie, le traité stipule que le commandement de l'armée fédérale se fait en alternance mais en pratique, ce commandement semble plus souvent échoir aux Romains.
À l'époque de Cicéron, le texte du foedus est affiché sur le Comitium, gravé en caractères archaïques sur une colonne en bronze placée derrière les Rostres,. Cette colonne disparaît certainement après le réaménagement du Forum Romain par Sylla.

« Qui ne sait qu'on a fait un traité avec tous les Latins sous le consulat de Spurius Cassius et de Cominius Postumus ? Nous nous rappelons que ce traité fut dernièrement gravé sur une colonne d'airain, et placé derrière les rostres. »

— Cicéron, Pour Balbus, XXIII.
Deux expressions tirées du foedus sont reprises par Festus dont l'une pour l'entrée Nancitor de son dictionnaire De Significatione Verborum : pecuniam quis nancitor, habeto (« celui qui aura pris le bétail le possèdera »). Dans leurs tournures, elles semblent contemporaines de la rédaction des textes de la loi des XII Tables datée du milieu du Ve siècle av. J.-C., ce qui reste cohérent avec la datation traditionnelle du traité.

## Conséquences
Les Volsques et les Aurunces se pressent aux frontières de la Ligue latine et sont des ennemis communs avec la République romaine. Le renouvellement de l'alliance permet de créer un anneau protecteur face à ces tribus montagnardes. Quelques années plus tard, en 486 av. J.-C., durant le consulat de Spurius Cassius et Proculus Verginius, Rome conclut un traité similaire avec les Herniques (Foedus Hernicum), les protégeant ainsi des incursions volsques et èques. Selon Tite-Live, les Herniques cèdent en contrepartie les deux-tiers de leur territoire. Denys d'Halicarnasse parle quant à lui d'un traité avec les mêmes conditions que le précédent avec les Latins, retranscrit mot à mot. Les historiens modernes retiennent l'idée d'une alliance militaire d'égaux à égaux, entre les Herniques et les Latins. Il s'agit d'un moment fondamental dans l'histoire romaine car cette triple alliance se fait autour de Rome,.
La réintégration de Rome au sein de la Ligue comme État distinct traitant d'égal à égal avec l'ensemble des autres membres permet aux Romains de renforcer leur autonomie au sein du Latium. Au fur et à mesure, leur politique extérieure tient de moins en moins compte des clauses du traité. Par contre, ils finissent par interpréter la résistance des Latins à leur tentative d'imposer la suprématie de Rome comme une violation du traité, légitimant ainsi leurs actions répressives. La Ligue latine est finalement dissoute en 338 av. J.-C. à l'issue de la Guerre latine. Néanmoins, le foedus cassianum reste officiellement en vigueur jusqu'à la Guerre sociale en 90 av. J.-C.